# 堀伸浩
堀 伸浩（ほり のぶひろ、1972年1月1日 - ）は、NHKの職員。元アナウンサー。

## 人物
北海道室蘭栄高等学校を経て早稲田大学卒業後、1996年入局。入局当初はスポーツ中継も担当していたが現在は地域報道メインである。趣味は将棋、アウトドア全般、ピアノ演奏、調理。
2022年より、釧路局のメディア展開グループで主にマネージメント業務を担当。

## 現在の担当番組
- メディア展開グループ（主にマネージメント業務）[3]

## 過去の担当番組
青森放送局時代
- 青森県のニュース・中継・リポート

旭川放送局時代
- ほくほくテレビ･ニュースあさひかわ
- 道北の中継・リポート
- 大相撲中継ほかスポーツ実況
- 北海道中ひざくりげ

札幌放送局時代（1度目）
- 生中継 ふるさと一番!（2006年4月19日・20日）中継お届け人
- ハイビジョン特集「サロベツ原野　いのち育む北の大地」ナレーション
- NHKニュースおはよう北海道（2007年4月 - 7月）土曜日担当
- 生活ほっとモーニング（2007年6月21日）リポーター
- 北海道中ひざくりげ
- 北の生きもの百科 エゾナキウサギ（ナレーション）

名古屋放送局時代
- おはよう東海（2007年8月 - 2008年3月）
- 趣味悠々「表情に心おどる!アイススケーティング」司会
- 第21期竜王戦最終局（2008年12月17日・18日）
- ナビゲーション（2008年度）
- ゆきねえの名古屋なごやか喫茶（2009年4月 - ）

東京アナウンス室時代
- 道徳ドキュメント 2代目ナビゲーター（2011年4月22日　- 2013年3月8日・ペットの命はだれのもの? 回から “自分のことば”で考える 回まで）※あやちゃんの卒業式 回と ふるさとの絆をもう一度 回ではナビゲーターとしての出演は無く、ナレーションを担当した。
- 2011年3月の東北地方太平洋沖地震では、初任地の青森放送局に応援で派遣され、災害情報を中心にローカルニュースを担当した。

北見放送局時代
- ほっとニュース北海道 オホーツク

仙台放送局時代
- 宮城県・東北地方のニュース

札幌放送局時代（2度目）
- さわやか自然百景 - 北海道地域担当回のナレーション（不定期）
  - 北海道 東大雪 秋から（2021年1月31日）
  - 北海道 有珠山（2021年7月4日）
  - 北海道 湧別川 春から夏（2021年10月3日）
- 緊急特番「ドカ雪襲来 除雪できない」（ナレーション）
- NHKニュースおはよう北海道 土曜プラス（番組内の旅コーナー「ぶらりみてある記」、2022年4月2日）[4]
- 北海道のニュース、気象情報
- ニュース北海道645（不定期）
- ほっとニュース845（不定期）
- 北海道の不思議 ひと堀ふた堀み堀

堀菜保子アナウンサー、堀若菜キャスターとともに、北海道に存在する不思議な風物を取り上げる5分番組で、2020年から2021年にかけて不定期に放送された。

## その他
- 旭川勤務時にはコールサインの呼び出し放送（アナログ総合テレビ、ラジオ第1放送、FM放送）も担当していたが、札幌・名古屋・東京への転勤後も収録音源が2012年初頭まで旭川局で使われ続けていた。[5]
- 新人アナ研修の専任講師はその年の6月に東京より異動するアナウンサーが就任するケースが多く、2013年の異動直前の専任講師を務めていた。[6]
- 2015年に当時勤務していた北見局が火災に遭う被害が起きた。
- 高校時代は演劇部、応援団、合唱部、文芸部に所属していた[7]。